# Бриселски споразум (2013)
Бриселски споразум, формално Први споразум о принципима нормализације односа Београда и Приштине, био је предложен уговор за нормализацију односа између влада Србије и Косова. Споразум, договорен и закључен у Бриселу под покровитељством Европске уније, потписан је 19. априла 2013. године. Преговоре су водили председник Владе Србије Ивица Дачић и председник Владе Косова Хашим Тачи, уз посредовање високе представнице ЕУ, Кетрин Ештон. Влада Србије не признаје Косово као суверену државу, али је као резултат споразума почела нормализацију односа са Владом Косова. Председник Србије Александар Вучић рекао је 2018. да је споразум тежак компромис за Србију, за коју је рекао да је испунила све своје обавезе.
Председник Србије Александар Вучић је 24. марта 2022. тврдио да Бриселски споразум „више не постоји”, позивајући се на суспензију председнице суда у Косовској Митровици Љиљане Стевановић од стране Судског савета Косова и наводне планове за смену свих српских команданата из косовских полицијских снага као примарни разлог. Сличне примедбе изнела је и председница владе Ана Брнабић која тврди да се не поштују основна људска права српске заједнице на Косову.

## Позадина
После рата на Косову и Метохији и НАТО бомбардовања СРЈ 1999. године, Косово (као део Србије и Савезне Републике Југославије) је стављено под управу Уједињених нација у складу са Резолуцијом ОУН 1244. Косово је прогласило независност 2008. године, коју је признало 88 држава. Међутим, Србија остаје при ставу да је Косово и даље део њене територије. Дијалог између Косова и Србије уз посредовање Европске уније почео је у марту 2011. године. Србија и Косово су позвани да наставе разговоре у Бриселу, али Србија није била у обавези да призна Косово током тог процеса.

## Преговори
У канцеларији Европске службе за спољне послове у Бриселу одржано је десет рунди преговора. Висока представница ЕУ Кетрин Ештон председавала је две године преговорима, а потом је следила Федерика Могерини. Нормализација односа са суседним државама је кључни предуслов за државе које желе да се придруже ЕУ; Бриселски споразум приближио је Србију преговорима о приступању ЕУ, а Косово иницијализацији Споразума о стабилизацији и придруживању (ССП). У октобру 2015. ССП су потписали високка представница Могерини и председник Владе Косова Иса Мустафа.
Дипломате САД подржале су дијалог који води ЕУ. Државна секретарка САД Хилари Клинтон позвала је баронесу Ештон да путују по Балкану, а у октобру 2012. заједно су посетиле Београд, Приштину и Сарајево.
Европска комисија је саветовала да се започне ССП са Косовом након што је споразум закључен, а преговори о приступању са Србијом су почели. Споразум су подржали Европска унија, НАТО, ОЕБС и Уједињене нације.

## Споразум
Споразум на две странице има 15 параграфа. Параграфи 1—6 односе се на оснивање, делокруг и функције планиране Заједнице српских општина. Параграфи 7—9 односе се на полицију и безбедност, наводећи једну полицијску снагу за цело Косово (укључујући Северно Косово) познату као Полиција Косова. Параграф 11 предвиђа да се општински избори одржавају на целом Косову према закону Косова. Параграф 12 предвиђа израду плана имплементације и прецизира датум (сада прошли) до када ће план бити закључен. Параграф 13 обавезује се на интензивирање преговора о енергетици и телекомуникацијама. Према параграфу 14, „Договорено је да ниједна страна неће блокирати, или подстицати друге да блокирају напредак друге стране на њеном путу ка ЕУ.” Параграф 15 предвиђа успостављање комитета за имплементацију уз помоћ ЕУ.
Документ сагласан о интеграцији општина са српском већином на северу Косова у правни систем Косова, уз две гаранције:
- Сва судска питања су по закону Косова, али косовски Срби морају бити већина одређених судских већа; веће (Окружни суд у Косовској Митровици) мора да заседа у Северној Митровици.
- Сав рад полиције треба да обавља Полиција Косова, али регионални командант полиције у областима са већинским српским становништвом мора бити косовски Србин изабран са листе коју достављају општине косовских Срба.[13][14]

## Реакције у Србији

### Српска православна црква
Србија има тапију на 58,79% земљишта територије Косова и Метохије - од чега значајан део представља имовина Српске православне цркве, затим државна, друштвена и приватна имовина, што чини 641.071 хектар од укупно 1.090.410.
Приликом посете српског Патријарха Иринеја Руској православној цркви, дате су следеће изјаве забележене камерама.
Патријарх српски:„Наше садашње руководство је под приличним утицајем Запада. Црква чини све да њихову свест веже за моћну руску историју и за Руску цркву. Руска реч има моћ по питању Косова и Метохије. Зато молим Вас и преко Вас и руско државно руководство да нам помогнете да то питање решимо тако да сачувамо Косово и Метохију”.
Патријарх руски:„Ми са жаљењем констатујемо да руководство државе Србије нема снагу да буде на принципијелним ставовима и сматрамо да руководство Србије треба да ослушкује ставове СПЦ, а не да га игнорише”.
Ове изјаве су цензурисане на већини српских медија, чак су и негиране тиме доводећи у заблуду вернике српске и руске православне цркве. Касније је све добило епилог приликом емитовања снимка са наведеним изјавама.
Митрополит Амфилохије Радовић:„Кажу да имају већину. Није снага у броју, него у Господу, снага и јачина је у онима са којима је Бог и великомученик косовски Лазар и Свети Стефан Дечански и ћивоти Светих патријараха српских. Ту је већина”.
„Нека дају имање свога оца, а не Косово и Метохију. То није нечија прћија, него имовина народа светосавског”.

### Чланови САНУ
Бриселски споразум представља издвајање Косова и Метохије из уставног поретка Републике Србије, закључио је др Чавошки, цитирајући текст преамбуле Устава Р. Србије. Он је подсетио да део текста преамбуле улази у текст заклетве председника Србије.
Устав Србије предвиђа две аутономне покрајине у саставу Србије. „Одрицањем од Косова и Метохије није погажен само Устав Србије, већ и све оно што су наши преци чинили од 1912. године до данас”. Бриселским споразумом се врши присиљавање држављана Србије на Косову и Метохији да прихвате држављанство друге непријатељске државе. Академик Коста Чавошки је пре потписивања споразума поручио носиоцима власти у Србији да би прихватањем бриселског предлога починили кривично дело велеиздаје. 
„Успостављањем царине на административној линији са Косовом, властодршци у Београду су погазили Устав и починили кривоклетство, што је тешко кривично дело. Упозоравам их да не прихватају бриселске уцене јер ће за велеиздају морати да одговарају”, казао је Чавошки. (Коста Чавошки)
Иако у важећем Кривичном законику Републике Србије формално више не постоји кривично дело велеиздаје, постоје дела из члана 306. КЗ-а Признавање капитулације или окупације и из члана 307. Угрожавање територијалне целине. За дело из члана 306. горња граница казне није одређена, односно подлеже уставном ограничењу од 40 година затвора, док је за дело из члана 307. максимална казна затвора 15 година.
Косово нема цену и може се само дати џабе, што је пример готово незапамћен у историји. То је тако ретко каваљерство у данашњем свету и ући ћемо у историју по тој галантности. (Матија Бећковић)

### Уставни суд
Председник Уставног суда Србије Драгиша Слијепчевић изјавио је 27.10.2013. да су поступци оцене уставности и законитости бриселског споразума и владиних уредби које из њега проистичу у току и као неосноване одбацује критике предлагача, да се ти поступци одуговлаче.
„Уставни суд је уважио захтев Владе Србије да застане у поступку у односу на оспорене уредбе – о административним прелазима, матичним књигама, катастру и признавању факултетских диплома – уз истовремено одређење рока од шест месеци за отклањање уочених неуставности. Тај рок још није протекао, а до тада Влада својим одлукама може предузети мере за отклањање неуставности”, рекао је Слијепчевић Танјугу.
Сама ова изјава представља признање да Уставни суд Србије ради по захтевима Владе Србије, што је у супротности са Уставом Републике Србије, по коме судска и извршна власт морају бити одвојене и којим се гарантује независност и објективност Уставног суда Републике Србије. Такође председник Уставног суда, констатује да постоје неуставности које треба отклонити и на тај начин директно даје своје мишљење о уставности споразума.

### Срби са Косова и Метохије
У Звечану је 4. јула 2013. године донета Декларација о оснивању Привремене скупштине АП Косова и Метохије. Посланици ове скупштине, формиране упркос противљењу званичног Београда, закључили су 16. августа 2013. године да су за њих косовски локални избори неприхватљиви, јер су у супротности са Уставом и законима Србије али и са Резолуцијом 1244.
1. 10.2013. преко хиљаду грађана у Косовској Митровици цепало је плакате и остали промотивни материјал, на тај начин исказујући свој став према локалним изборима које организује тзв. Република Косово.[22]
2. 10.2013. у 19ч на Правном факултету у Београду, удружење студената Правног факултета у Београду Номенканон организовало је трибину “Позитивноправни поредак и локални избори на Космету”, где је констатовано да се локални избори, заказани за 03.11.2013. као и Бриселски споразум спроводе у супротности са Уставом и законима Републике Србије. Такође, констатовано је да, као и у претходном периоду, грађани Србије треба да бојкотују ове изборе како не би давали легитимитет непризнатој држави Косово.

## Реакције у свету

### Русија
Русија неће признати резултате локалних избора на Косову, јер Република Косово не постоји, рекао је на сусрету с представницима привремене скупштине аутономне покрајине Косово и Метохија заменик руководиоца фракције Праведна Русија у Државној думи Михаил Јемељанов.
Према његовим речима, на седници Думе која ће бити одржана 12. новембра, Праведна Русија ће истаћи предлог пројекта резолуције који осуђује одржавање нелегитимних избора у покрајини, пренео је „Глас Русије“.
Патриотске снаге Руске Федерације схватају да када се Срби боре за територијални интегритет земље, боре се и за Русију, рекао је Јемељанов.

### Страни медији
Већина западних медија окарактерисала је споразум као „историјски“, уз оцену да ће он убрзати евроинтеграције Београда и Приштине. Агенција Ројтерс је оценила да спровођење споразума неће бити лако, наводећи као пример најаву референдума на северу Косова. Њујорк тајмс је навео да би споразум требало да „превазиђе етничке нетрпељивости у бившој српској покрајини“, и да се ради о важној дипломатској победи Европске уније у којој је Кетрин Ештон одиграла кључну улогу.
Руски медији су оценили да је споразумом „Србија де јуре признала независност Косова“. Глас Русије је оценио да је споразум приближио Косово независности, и сасвим уклонио присуство Србије на Косову, чак и у општинама са већинским српским становништвом, као и да „Косову недостаје само место у УН, али изгледа да је Београд спреман да попусти и о том питању“.

### Уставни суд
Пред Уставним судом Републике Србије нашло се више захтева за испитивање уставности Споразума, као и низа уредби које је Влада Републике Србије, на челу са Александром Вучићем донела на основу њега. Уставни суд Србије је 26. фебруара 2014. године оценио неуставном Уредбу о катастру за Косово, која је настала на основу Бриселског споразума. Суд је овом одлуком још једном дао Влади Србије рок од шест месеци да Уредбу о катастру уреди онако како налаже Устав Србије.
Уставни суд је, претходно у јуну 2013. године, донео одлуку да застане са поступком о оцени уставности ове уредбе. Том одлуком суд је дао могућност влади да усагласи ову уредбу са Уставом. Влада је, наиме, имала могућност да уклони уредбу из правног поретка или да је промени тако да она буде у сагласности са Уставом, законима и међународним конвенцијама.
Будући да Влада Србије ништа од тога није учинила, Уставни суд је наставио поступак оцене уставности и донео коначну одлуку на седници од 26. фебруара. На овакву одлуку Уставног суда реаговао је министар правде Никола Селаковић, износећи став Владе да Бриселски споразум није правни већ политички акт, те да се Уставни суд треба огласити као ненадлежан за ово питање. На овај начин, министар правде Републике Србије изузима политичко деловање из правног поретка Србије, што представља потенцијално велику опасност и даје одрешене руке по питању деловања свим политичким чиниоцима у Србији. Академик Коста Чавошки је позвао УСС да одлучује "по савести и части", а да не наседа на "немаштовите ујдурме власти". Чавошки је рекао да Бриселски споразум није политички, већ општи правни акт, тако да је УСС надлежан да га разматра, оценивши да његову неуставност може свако да види.
У складу са препоруком министра Селаковића, Уставни суд је 10.12.2014. одбацио предлог за оцену уставности и законитости парафираног „Првог споразума о принципима који регулишу нормализацију односа“ између Владе Републике Србије и Привремених институција самоуправе у Приштини, од 19. априла 2013. године. (предмет IУо–247/2013). Будући да је Уставни суд на овај начин прогласио Бриселски споразум политичким а не правним актом, из тога произилази да ни један грађанин Републике Србије нема правну обавезу да поштује и спроводи одредбе Бриселског споразума.